# آن سانگ-می
آن سانگ-می (انگلیسی: An Sang-mi؛ زادهٔ ۱۲ نوامبر ۱۹۷۹) اسکیت‌باز سرعت اهل کره جنوبی است.
وی در مسابقات کشوری و بین‌المللی در مجموع برندهٔ ۷ مدال طلا، ۸ مدال نقره، ۳ مدال برنز شده‌است.